# 愛媛県の神社一覧
愛媛県の神社一覧は、愛媛県下に鎮座する神社を市町村ごとにまとめた一覧である。
掲載基準としては以下のいずれかに該当するものとする。そのためCategory:愛媛県の神社に入れられているものでも掲載されていないものがある。
- 近代社格制度下における県社以上の神社および別表神社（旧県社の出典 : 薗田稔、橋本政宣 編『神道史大辞典』 2004年 吉川弘文館 1115頁〜1118頁）
- 重要文化財、県や市町村の指定有形文化財、天然記念物および史跡が境内にある、もしくは所有している神社（国・県指定文化財一覧（愛媛県教育委員会）も参照のこと）
- 無形民俗文化財の指定を受けた祭礼や特殊神事が行われる、あるいは奉納される神社

なお、県内の八幡宮については八幡宮#四国地方およびCategory:八幡宮も参照のこと。

## 松山市
松山市にある神社
| 神社名                     | 所在地     | 主な祭神                                             | 神社系列 | 神社庁 | 公式サイト       | 備考                                                              |
| 伊佐爾波神社               | 桜谷町     | 誉田別尊 足仲彦尊 気長足姫尊                         | 八幡宮   | 448    | 伊佐爾波神社     | 県社 別表神社 社殿が国の重文 県指定有形民俗文化財の算額を所蔵する |
| 湯神社                     | 道後湯之町 | 大己貴命 少彦名命                                    | 温泉神社 | 887    | 湯神社           | 県社                                                              |
| 伊予豆比古命神社（椿神社） | 居相町     | 伊予豆比古命 伊予豆比売命                            |          | 2677   | 伊豫豆比古命神社 | 県社 別表神社 椿まつりが行われる                                  |
| 日尾八幡神社               | 鷹子町     | 品陀和気命 帯仲日子命 大帯姫命 宗像三女神            | 八幡宮   |        |                  | 県社                                                              |
| 東雲神社                   | 丸之内     | 天照皇大神 豊受大神 天穂日命 菅原道真                | 神明神社 |        |                  | 県社                                                              |
| 井手神社                   | 北立花町   | 大山祇神 木花開耶姫神 橘諸兄 橘嘉智子 橘清友         |          |        |                  | 県社 松山市指定天然記念物のニッポンタチバナがある                 |
| 高縄神社                   | 宮内       | 大山積神 高龗神 鳴雷神                               | 三島神社 |        |                  | 県社                                                              |
| 雄郡神社                   | 小栗       | 天宇受売命 帯中日子尊 品陀和気尊 息長帯姫尊          | 八幡宮   |        |                  | 県社                                                              |
| 国津比古命神社             | 八反地     | 天照國照彦天火明櫛玉饒速日尊                         |          |        |                  | 県社 楼門が県指定有形文化財                                       |
| 阿沼美神社                 | 味酒町     | 大山積命                                             | 三島神社 |        |                  | 県社                                                              |
| 松山神社                   | 祝谷東町   | 徳川家康 菅原道真                                    | 東照宮   |        |                  | 村社 社殿が松山市指定有形文化財                                   |
| 船越和気比売神社           | 泊町       | 和気比売命                                           | 八幡宮   |        |                  | 郷社 県指定無形民俗文化財の船踊りが奉納される                     |
| 鹿島神社                   | 辻         | 武甕槌命 経津主命                                    | 鹿島神社 |        |                  | 村社 県指定無形民俗文化財の櫂練りが奉納される                     |
| 桑名神社                   | 中島粟井   | 市柿島姫命 保食神                                    | 厳島神社 |        |                  | 村社 本殿、絵馬が松山市指定有形文化財                             |
| 賀茂神社                   | 畑里       | 別雷神 建角命                                        | 加茂神社 |        |                  | 本殿が松山市指定有形文化財                                        |
| 天満神社                   | 宮野       | 菅原道真                                             | 天満宮   |        |                  | 松山市指定有形文化財の絵額を所蔵する                              |
| 東山神社                   | 東野       | 河野九郎通賢                                         |          | 3950   |                  | 松山市指定有形文化財の狛犬を所蔵する                              |
| 天山神社                   | 天山       | 天照皇太神 天櫛眞知命                                |          |        |                  | 村社 社地の古墳からの出土品が松山市指定有形文化財                 |
| 勝岡八幡神社               | 勝岡町     | 小千御子 品陀和気命 息長帯日売命 帯中日子天皇 三女神 | 八幡宮   |        |                  | 郷社 松山市指定無形民俗文化財の一体走りが行われる                 |
| 愛媛縣護國神社             | 御幸町     | 愛媛県出身の国事殉難者                               | 護国神社 | 4523   | 愛媛縣護國神社   | 内務大臣指定護国神社 別表神社                                     |
| 表 話 編 歴                |            |                                                      |          |        |                  |                                                                   |

## 今治市
今治市にある神社
| 神社名         | 所在地         | 主な祭神                                         | 神社系列 | 神社庁 | 公式サイト | 備考 |
| 大山祇神社     | 大三島町宮浦   | 大山積神                                         | 三島神社 | 1542   |            | 伊予国一宮 国幣大社 別表神社 国宝・重要文化財に指定された武具を多数所蔵している 国の天然記念物のクスノキ群がある 県指定無形民俗文化財の一人角力が奉納される |
| 多伎神社       | 古谷           | 多伎都比売命 多伎都比古命 須佐之男命             |          | 541    |            | 県社 県指定史跡の多伎の宮古墳群がある |
| 吹揚神社       | 通町           | 天照大神 八幡大神 事代主大神 大己貴大神 藤堂高虎 |          | 779    |            | 県社 |
| 野間神社       | 神宮           | 飽速玉命 若弥尾命 須佐之男命 野間姫命            |          | 733    |            | 県社 国の重要文化財の宝篋印塔を所蔵する 県指定有形文化財の和鏡を所蔵する 今治市指定無形民俗文化財の藁御輿が奉納される                                       |
| 綱敷天満神社   | 桜井           | 菅原道真神                                       | 天満宮   | 988    |            | 県社 |
| 姫坂神社       | 日吉           | 市杵島比売命                                     |          | 775    |            | 県社 |
| 石清水八幡神社 | 玉川町八幡     | 品陀和気命 足仲彦命 息長帯比売命                 | 八幡宮   | 866    |            | 県社 県指定有形文化財の神像がある |
| 大浜八幡大神社 | 大浜町         | 乎致命 応神天皇 神功皇后                         | 八幡宮   | 749    |            | 県社 |
| 別宮大山祇神社 | 別宮町         | 大山積大神                                       | 三島神社 | 792    |            | 県社 拝殿が県指定有形文化財 今治市指定有形文化財の石灯籠と絵馬がある 今治市指定天然記念物のクスノキがある                                                   |
| 大山積神社     | 石井町         | 大山積命                                         | 三島神社 | 756    |            | 県社 |
| 奈良原神社     | 玉川町上之成己 | 伊佐奈伎命 宇気母知命                            |          | 905    |            | 経塚からの出土品が国宝や重文に指定された 県指定天然記念物の子持ち杉がある                                                                                   |
| 矢矧神社       | 今治市朝倉北   | 天狭貫王 誉田別命 武内宿禰                       | 八幡宮   | 625    |            | 郷社 県指定無形民俗文化財の獅子舞とにわか芝居が奉納される                                                                                                   |
| 加茂神社       | 菊間町浜       | 別雷命 健角見命 闇淤迦美命 大山咋命              | 加茂神社 | 991    |            | 郷社 県指定無形民俗文化財のお供馬が行われる |
| 表 話 編 歴    |                |                                                  |          |        |            | |

## 宇和島市
宇和島市にある神社
| 神社名                   | 所在地     | 主な祭神                                       | 神社系列 | 神社庁 | 公式サイト | 備考                                                                 |
| 宇和津彦神社             | 野川       | 宇和津彦神                                     |          |        |            | 県社 宇和島市指定無形民俗文化財の八ッ鹿踊りが奉納される              |
| 南豫護國神社（鶴島神社） | 丸之内     | 伊達秀宗公                                     | 護国神社 |        |            | 県社                                                                 |
| 和霊神社                 | 和霊町     | 山家清兵衛公頼公                               | 和霊神社 | 444    |            | 県社 別表神社                                                        |
| 八幡神社                 | 吉田町立間 | 誉田天皇 息長帯比売命 宗像三女神               | 八幡宮   |        |            | 県社                                                                 |
| 伊吹八幡神社             | 伊吹町     | 応神天皇 神功皇后 田心姫尊 湍津姫尊 市杵島姫尊 | 八幡宮   | 1046   |            | 郷社 県指定有形文化財の舞楽面を所蔵する 国の天然記念物のイブキがある |
| 八幡神社                 | 津島町高田 | 誉田別命 気長足姫命                            | 八幡宮   |        |            | 郷社 県指定有形文化財の童形神像、瓶子、文書を所蔵する                |
| 三浦天満神社             | 三浦       | 菅原道真公                                     | 天満宮   |        |            | 郷社 県指定無形民俗文化財の練りが奉納される                          |
| 表 話 編 歴              |            |                                                |          |        |            |                                                                      |

## 八幡浜市
八幡浜市にある神社
| 神社名      | 所在地       | 主な祭神                                       | 神社系列 | 神社庁 | 公式サイト | 備考                                        |
| 三島神社    | 保内町宮内   | 大山祗命                                       | 三島神社 |        |            | 県社 県指定有形文化財の神像と懸仏を所蔵する |
| 八幡神社    | 矢野神山     | 誉田天皇 大帯媛命 田心媛命 湍津媛命 市杵島媛命 | 八幡宮   |        |            | 県社 県指定有形文化財の八幡愚童記を所蔵する |
| 神明神社    | 穴井         |                                                | 神明神社 |        |            | 県指定無形民俗文化財の伊勢踊りが奉納される  |
| 天満神社    | 川上町川名津 |                                                | 天満宮   |        |            | 県指定無形民俗文化財の柱松神事が奉納される  |
| 表 話 編 歴 |              |                                                |          |        |            |                                             |

## 新居浜市
新居浜市にある神社
| 神社名      | 所在地 | 主な祭神                         | 神社系列 | 神社庁 | 公式サイト | 備考                                                                                                  |
| 一宮神社    | 一宮町 | 大山積神 大雷神 高龗神           | 三島神社 |        |            | 県社 国の天然記念物のクスノキ群がある 新居浜市指定有形文化財の太刀を所蔵する 新居浜太鼓祭りが行われる |
| 浦渡神社    | 外山町 | 大山祇命                         | 三島神社 |        |            | 郷社 新居浜太鼓祭りが行われる                                                                         |
| 黒嶋神宮    | 黒島   | 大山祇神 木花咲耶姫 天之御中主神 |          |        |            | 県社 新居浜市指定天然記念物のツバキの群生林がある                                                     |
| 東臺神社    | 東田   | 菊理比咩命                       |          |        |            | 村社 新居浜市指定有形文化財の狛犬がある 新居浜太鼓祭りが行われる                                      |
| 表 話 編 歴 |        |                                  |          |        |            | |

## 西条市
西条市にある神社
| 神社名       | 所在地         | 主な祭神                              | 神社系列 | 神社庁 | 公式サイト | 備考                                                                                          |
| 伊曽乃神社   | 中野           | 天照大神 武国凝別命                   |          |        | 伊曽乃神社 | 国幣中社 別表神社 国の重要文化財の系図を所蔵する 西条市指定無形民俗文化財の西条祭りが行われる |
| 石鎚神社     | 西田           | 石鎚毘古命                            |          |        | 石鎚神社   | 県社 別表神社                                                                                 |
| 周敷神社     | 周布           | 火明命                                |          |        |            | 県社 社殿、絵馬が西条市指定有形文化財                                                         |
| 徳威神社     | 吉田           | 大日孁貴神 高産霊神 神産霊神 月夜見神 |          |        |            | 県社                                                                                          |
| 綾延神社     | 丹原町田野上方 | 品陀和気命 息長帯姫命 三柱姫大神      | 八幡宮   |        |            | 県社 西条市指定無形民俗文化財の例祭が行われる                                                 |
| 高知八幡神社 | 丹原町高知     | 品陀和気命 息長足日売命 比売大神      | 八幡宮   |        |            | 県社 西条市指定天然記念物のツツジ群がある                                                     |
| 石岡神社     | 氷見           | 誉田別尊 気長足姫尊 宗像三女神        | 八幡宮   |        |            | 県社 西条市指定天然記念物の社叢がある 西条市指定無形民俗文化財の西条祭りが行われる            |
| 西條神社     | 大町           | 徳川家康                              | 東照宮   |        | 西條神社   | 県社                                                                                          |
| 飯積神社     | 下島山         | 倉稲魂命                              |          |        |            | 郷社 西条市指定有形文化財の高札を所蔵する 西条市指定無形民俗文化財の西条祭りが行われる        |
| 嘉母神社     | 禎瑞           | 倉稲魂命 保食神 和産霊神 竹内立左衛門 |          |        |            | 西条祭りが行われる                                                                            |
| 福岡八幡神社 | 丹原町今井     | 玉依姫命 誉田別命 気長足姫命          | 八幡宮   | 1287   |            | 郷社 県指定有形文化財の銅剣を所蔵する                                                         |
| 黒滝神社     | 丹原町田淹     |                                       |          |        |            | 県指定無形民俗文化財のお簾踊りが奉納される                                                    |
| 表 話 編 歴  |                |                                       |          |        |            |                                                                                               |

## 大洲市
大洲市にある神社
| 神社名      | 所在地     | 主な祭神                                       | 神社系列 | 神社庁 | 公式サイト               | 備考                                                  |
| 大洲神社    | 大洲       | 大国主命 事代主命 木花開耶姫命                 |          | 2777   |                          | 県社                                                  |
| 八幡神社    | 阿蔵       | 田心姫尊 湍津姫尊 市杵島姫尊 誉田天皇 大帯姫尊 | 八幡宮   | 1416   |                          | 県社 県指定天然記念物の社叢がある                     |
| 少彦名神社  | 菅田町大竹 | 少彦名命                                       |          |        | 少彦名神社とおすくな社中 | 大洲市指定有形文化財の参籠殿（附 棟札及び板図）がある |
| 住吉神社    | 長浜       | 表筒男命 中筒男命 底筒男命                     | 住吉神社 |        |                          | 県社 大洲市指定有形文化財の手水鉢と絵馬がある         |
| 表 話 編 歴 |            |                                                |          |        |                          |                                                       |

## 伊予市
伊予市にある神社
| 神社名           | 所在地     | 主な祭神                   | 神社系列 | 神社庁 | 公式サイト | 備考                                                                             |
| 伊豫稲荷神社     | 稲荷       | 宇迦能御魂命               | 稲荷神社 |        |            | 県社 楼門が県指定有形文化財                                                      |
| 伊豫岡八幡神社   | 上吾川     | 仲哀天皇 応神天皇 神功皇后 | 八幡宮   |        |            | 郷社 伊予市指定有形文化財の日露戦争絵馬を所蔵する 県指定史跡の伊予岡古墳群がある |
| 三島神社         | 双海町高岸 | 大山積神                   | 三島神社 | 4277   |            | 郷社 二重門が伊予市指定有形文化財 伊予市指定天然記念物のシイノキ群がある         |
| 藤縄之森三島神社 | 中山町永木 | 大山積神 雷神 高龗神       | 三島神社 | 883    |            | 県指定有形文化財の鳥居遺構がある                                                 |
| 表 話 編 歴      |            |                            |          |        |            |                                                                                  |

## 四国中央市
四国中央市にある神社
| 神社名         | 所在地     | 主な祭神                           | 神社系列 | 神社庁 | 公式サイト | 備考                                                                                     |
| 村山神社       | 土居町津根 | 天照皇大神                         |          | 4222   |            | 県社 四国中央市指定天然記念物のホルトノキがある 土居町太鼓祭りが行われる                 |
| 川之江八幡神社 | 川之江町   | 誉田和気天皇 足仲彦天皇 気長足姫命 | 八幡宮   |        |            | 県社 四国中央市指定有形文化財の大鳥居がある                                              |
| 三島神社       | 三島宮川   | 大山祇神                           | 三島神社 |        |            | 県社 旧本殿、随神門、石灯籠が四国中央市指定有形文化財 四国中央市指定史跡の磐座遺跡がある |
| 熊野神社       | 新宮町新宮 | 伊弉冊尊                           | 熊野神社 |        |            | 郷社 県指定有形文化財の神鏡と大般若経を所蔵する                                          |
| 八雲神社       | 土居町天満 | 素盞嗚尊                           | 天王神社 | 4160   |            | 郷社 県指定有形文化財の銅印を所蔵する                                                    |
| 大西神社       | 新宮町西庄 | 大西備中守元武                     |          |        |            | 県指定無形民俗文化財の鐘踊りが奉納される                                                 |
| 薦田神社       | 土居町畑野 |                                    |          |        |            | 県指定無形民俗文化財の太鼓踊りが奉納される                                               |
| 表 話 編 歴    |            |                                    |          |        |            |                                                                                          |

## 西予市
西予市にある神社
| 神社名         | 所在地     | 主な祭神             | 神社系列 | 神社庁 | 公式サイト | 備考                                              |
| 大蔵山三島神社 | 宇和町神領 | 大山祇神             | 三島神社 | 932    |            | 県社 県指定有形文化財の金幣を所蔵する             |
| 三瀧神社       | 城川町窪野 | 大山祇命 蔵王権現    | 三島神社 |        |            | 村社 県指定無形民俗文化財の八つ鹿踊りが奉納される |
| 若宮神社       | 明浜町高山 | 修理太夫宇都宮正綱公 |          | 1576   |            | 西予市指定有形文化財の河童狛犬がある              |
| 表 話 編 歴    |            |                      |          |        |            |                                                   |

## 東温市
東温市にある神社
| 神社名      | 所在地 | 主な祭神                                       | 神社系列 | 神社庁 | 公式サイト | 備考                                                                                |
| 浮島神社    | 牛渕   | 可美葦牙彦舅尊 大山積命                        |          | 4816   |            | 県社 東温市指定無形民俗文化財の獅子舞が奉納される                                   |
| 川上神社    | 南方   | 伊弉冊尊 稚産霊命 瓊々杵尊 猿田彦命 宇迦御魂神 |          |        |            | 県社 本殿が東温市指定有形文化財 東温市指定史跡の川上神社古墳がある                  |
| 三島神社    | 則之内 | 大山祇命 高龗命 雷命                           | 三島神社 |        |            | 村社 本殿が国の重文 県指定有形文化財の随身像がある 東温市指定有形文化財の狛犬がある |
| 表 話 編 歴 |        |                                                |          |        |            |                                                                                     |

## 越智郡上島町
越智郡上島町にある神社

## 上浮穴郡久万高原町
上浮穴郡久万高原町にある神社
| 神社名      | 所在地 | 主な祭神                 | 神社系列 | 神社庁 | 公式サイト | 備考                             |
| 三島神社    | 菅生   | 大山祇神 雷神 水波能売神 | 三島神社 |        |            | 郷社 拝殿が県指定有形文化財      |
| 八幡神社    | 直瀬   |                          | 八幡宮   |        |            | 本殿と拝殿が県指定有形文化財     |
| 高殿神社    | 西明神 |                          |          |        |            | 県指定有形文化財の鰐口を所蔵する |
| 表 話 編 歴 |        |                          |          |        |            |                                  |

## 伊予郡

### 松前町
伊予郡松前町にある神社
| 神社名       | 所在地 | 主な祭神     | 神社系列 | 神社庁 | 公式サイト   | 備考                                                                                                |
| 伊予神社     | 神崎   | 彦狭島命     |          | 3906   |              | 県社 松前町指定有形文化財の五輪塔と経塚出土品を所蔵する                                             |
| 高忍日賣神社 | 徳丸   | 高忍日賣大神 |          | 5034   | 高忍日賣神社 | 県指定天然記念物のホルトノキ（ヒチジョ）があったが、枯死したため平成7年（1995年）に指定解除された。 |
| 表 話 編 歴  |        |              |          |        |              | |

### 砥部町
伊予郡砥部町にある神社

## 喜多郡内子町
喜多郡内子町にある神社
| 神社名      | 所在地 | 主な祭神                         | 神社系列 | 神社庁 | 公式サイト | 備考                                                                    |
| 三島神社    | 中川   | 大山祇大神 高龗神 雷大神         | 三島神社 |        |            | 県指定天然記念物の大イチョウがある 内子町指定天然記念物のカヤの木がある |
| 広瀬神社    | 本川   | 天御中主神 高皇産霊神 神皇産霊神 | 妙見神社 | 1070   |            | 郷社 県指定天然記念物のイチイガシとケヤキがある                         |
| 表 話 編 歴 |        |                                  |          |        |            |                                                                         |

## 西宇和郡伊方町
西宇和郡伊方町にある神社
| 神社名      | 所在地     | 主な祭神 | 神社系列 | 神社庁 | 公式サイト | 備考                            |
| 八幡神社    | 伊方町三机 | 誉田別命 | 八幡宮   |        |            | 郷社 県指定天然記念物の森がある |
| 表 話 編 歴 |            |          |          |        |            |                                 |

## 北宇和郡

### 松野町
北宇和郡松野町にある神社
| 神社名      | 所在地 | 主な祭神 | 神社系列 | 神社庁 | 公式サイト | 備考                               |
| 蔵王神社    | 吉野   |          |          |        |            | 県指定天然記念物のイチイガシがある |
| 表 話 編 歴 |        |          |          |        |            |                                    |

### 鬼北町
北宇和郡鬼北町にある神社
| 神社名      | 所在地 | 主な祭神                     | 神社系列 | 神社庁 | 公式サイト | 備考                                                                                         |
| 天満神社    | 清水   | 菅原道真公                   | 天満宮   |        |            | 郷社 県指定無形民俗文化財の五つ鹿踊りが奉納される                                            |
| 大本神社    | 内深田 | 国常立命 伊弉冉命 軻遇突智命 |          | 1659   |            | 郷社 県指定天然記念物のイトザクラとエドヒガンがある 重要無形民俗文化財の伊予神楽が奉納される |
| 表 話 編 歴 |        |                              |          |        |            |                                                                                              |

## 南宇和郡愛南町
南宇和郡愛南町にある神社
| 神社名      | 所在地 | 主な祭神                                  | 神社系列 | 神社庁 | 公式サイト | 備考                                              |
| 篠山神社    | 正木   | 伊邪那美命 速玉男命 事解男命 木花咲耶姫命 | 熊野神社 |        |            | 郷社 県指定無形民俗文化財の花とり踊りが奉納される |
| 表 話 編 歴 |        |                                           |          |        |            |                                                   |